# محل القبلي (الحيمة الداخلية)

تعديل مصدري - تعديل

محل القبلي هي إحدى قرى عزلة بني الحذيفي بمديرية الحيمة الداخلية التابعة لمحافظة صنعاء، بلغ تعداد سكانها 117 نسمة حسب تعداد اليمن لعام 2004.